# Кобб, Дэйв
Дэйв Кобб (англ. Dave Cobb) — американский музыкант, продюсер, автор, известный по работам с такими музыкантами как Shooter Jennings, Sturgill Simpson, Крис Стэплтон и Jason Isbell.
Лауреат нескольких наград, включая две премии Грэмми за продюсирование: Best Country Album (за диск Traveller кантри-певца Chris Stapleton) и Лучший американа-альбом (за диск Something More Than Free кантри-певца Jason Isbell).

## Биография
Родился 9 июля 1974 года в городе Саванна, штат Джорджия (США).

## Дискография
Спродюсированные Коббом диски занимали высокие места в чартах:
| Песня/Альбом                | Исполнитель       | Год  | Чарт                                                                                      | Позиция |
| --------------------------- | ----------------- | ---- | ----------------------------------------------------------------------------------------- | ------- |
| Put the "O" Back in Country | Shooter Jennings  | 2005 | US Billboard Heatseekers Albums                                                           | 1       |
| Carry On                    | Крис Корнелл      | 2007 | US Billboard Top Rock Albums                                                              | 6       |
| Early Morning Shakes        | Whiskey Myers     | 2014 | US Billboard Top Country Albums                                                           | 10      |
| Traveller                   | Крис Стэплтон     | 2015 | US Billboard Top Country Albums                                                           | 1       |
| «Smoke»                     | A Thousand Horses | 2015 | US Billboard Hot Country Songs US Billboard Top Country Airplay                           | 5 1     |
| Something More Than Free    | Jason Isbell      | 2015 | US Billboard Top Rock Albums US Billboard Top Folk Albums US Billboard Top Country Albums | 1       |

## Награды и номинации
- 2011: Grammy awards номинация за альбом Джейми Джонсона The Guitar Song в категории Best Country Album[20]
- 2014: Americana Music Association[англ.] в категории Album of the Year, Джейсона Исбелла Southeastern[21]
- 2014: Americana Music Association[англ.] в категории Producer of the Year[6]
- 2014: Grammy awards номинация за альбом Стерджилла Симпсона Metamodern Sounds in Country Music в категории Americana Album of the Year
- 2015: Grammy awards номинация в категории Producer of the Year
- 2015: Grammy awards за альбом Джейсона Исбелла Something More Than Free в категории Best Americana Album (Победитель)
- 2015: Grammy awards за альбом Traveller певца Криса Стэплтона в категории Best Country Album (Победитель)
- 2016: Americana Music Association, Album of the Year, за альбом Джейсона Исбелла Something More Than Free
- 2016: Americana Music Association, Producer of the Year
- 2016: Music Row awards, Producer of the Year
- 2017: Country Music Awards, за альбом Криса Стэплтона From A Room: Volume 1
- 2017: Country Music Awards, Producer of the Year
- 2018: Grammy Award for Best Americana Album (номинация) за альбом Brent Cobb Shine On Rainy Day
- 2018: Grammy Award for Best Americana Album за альбом Jason Isbell and the 400 Unit’s The Nashville Sound — как продюсер
- 2018: Grammy Award for Best Country Album за альбом Криса Стэплтона From A Room: Vol. 1 — как продюсер
- 2019: Grammy Award for Best American Roots Song за песню Брэнди Карлайл «The Joke» — как соавтор и продюсер
- 2019: Grammy Award for Best Americana Album за альбом Брэнди Карлайл By the Way, I Forgive You — как продюсер
- 2022: Grammy Award for Best Country Album за Криса Стэплтона Starting Over — как продюсер
- 2022: Grammy Award for Best Country Song за песню Криса Стэплтона «Cold» - — как автор и продюсер
- 2023: Grammy Award for Best Americana Album за альбом Брэнди Карлайл In These Silent Days — как продюсер